# Dicranomyia amaryllis
Dicranomyia amaryllis är en tvåvingeart som först beskrevs av Alexander 1944.  Dicranomyia amaryllis ingår i släktet Dicranomyia och familjen småharkrankar.
Artens utbredningsområde är Venezuela. Inga underarter finns listade i Catalogue of Life.